# Musée des épaves sous-marines
Musée des épaves sous-marines est un musée privé consacré à la bataille de Normandie situé à Commes-Port-en-Bessin, département du Calvados, région Normandie.

## Histoire
Après la fin de la seconde guerre mondiale, les sites marins de la bataille de Normandie sont encombrés d'épaves qui font l'objet de marchés pour assurer leur démolition.
En 1970 Jacques Lemonchois est chargé d'évacuer les épaves qui encombrent les fonds marins de la baie de Seine. Il récupère les matériels dépourvus de corps humains. Les explorations durent pendant un quart de siècle et Jacques Lemonchois conserve certaines pièces.
Le musée ouvre en 1990 sur 6 000 m2.
Le fondateur du musée décède en 2007.